# Червински Делфин
Червински Делфин оригинални назив (пољ. Czerwiński WWS-3 "Delfin") је једноседа ваздухопловна једрилица Отворене класе направљена 1937. године од дрвета и платна, намењена обуци, једриличарским ткмичењима и тренажи једриличара.

## Пројектовање и развој

### Технички опис
Једрилица Червински Делфин је мешовите конструкције (дрво и платно) а изведена је као висококрилни моноплан. Труп јој је дрвена конструкција елипсастог попречног пресека обложена дрвеном лепенком. Кабина је била затворена са поклопем од плексигласа. Једрилица је била опремљена најосновнијим инструментима за дневно летење. Као стајни трап овој једрилици је служио дрвени клизач окован челичном шином пригушен амортизерима од тврде гуме. На репу једрилице налазила се еластична дрљача.
Самоносеће крило је било постављено на горњу ивицу трупа па је ова летелица била класификована као висококрилни моноплан. Форма крила је била благо изражено галебово крило, имало је праву нападну ивицу нормалну на осу једрилице а облик крила је био комбинација правоугаоника и трапеза са заобљеним крајем. Нападна ивица крила је била направљена у облику кутије обложене шпер плочом а остатак крила је био обложен импрегнираним платном. Конструкција хоризонталног и вертикалног стабилизатора као и кормила били су изведени као и крило.

## Карактеристике
Карактеристике наведене овде се односе на једрилицу Червински Делфин а према изворима
| Карактеристике | Врона |
| -------------- | --- |
| Финеса         | 1 : 21,4 при брзини 52 km/h |
| Перформансе    | - максимална брзина 200 km/h - минимална брзина 39 km/h - макс. брзина аеро вуче km/h - макс. брзина витла km/h - минимално пропадање 0,61 m/s при брзини 45 km/h |
| Димензије      | - размах крила 16,00m - дужина 9,97m - висина 1,7m - површина крила 20,15m² - аеропрофил крила Gö 549 - виткост 12,7 - макс. оптеречење крила; 11,51 kg/m²        |
| Маса           | - сопствена 125 kg - носивост 87 kg - полетна 232 kg - водени баланс; нема                                                                                        |

## Оперативно коришћење
Червински ВВС-3 Делфин се смарта за једану од најуспешнијих пољских једрилица међуратног периода. Први прототип је летео у лето 1937. године, а годину дана касније донета је одлука о покретању серијске производње. До рата у ВВС- из Кракова је произведено 40 примерака а у ЛВЛ- из Љвова још 30 примерака. Лиценца за производњу 5 примерака Делфина продата је Румунији која је и произвела те једрилице. Такође је лиценца за 5 комада продата и Југославији од тог броја 1941. године је произведен један примерак а производња је прекинута због избијања рата.
Ове једрилице су у Пољској коришћене за летачку обуку у државним школама, као и у другим центрима и аероклубовима. Поред тренаже, Делфини су се доказали и у спорту као такмичарске једрилице. Већ у првој години коришћења у летовима достигли су висину од преко 2000 m и премашили удаљеност од 250 km.
Након избијања рата, већина једрилица је уништена, а Немци су заробили неколико комада. Један од њих је завршио у Данској где је коришћен до 1960. године. Четири примерка пала су у руке Црвене армије у Лавову. Касније их је совјетска авијација користила за своје потребе.

## Сачувани примерци
Jедини преживели примерак ВВС-3 Делфина, је онај кога су Немци продали Краљевском данском аеро клубу из Копенхагена након његовог заробљавања 1939. Он је добио данску регистрацију OY-DYX и коришћен је све до 1963. када је оштећен. После завршене рестаурације, једини примерак Червински Делфина је изложен у данском музеју ваздухопловства.

## Земље које су користиле ову једрилицу
- Пољска
- Краљевина Југославија
- Румунија
- Трећи рајх
- СССР
- Данска